# Dzień Wolności (Malta)
Dzień Wolności (ang. Freedom Day, malt. Jum il-Ħelsien) – maltańskie święto narodowe, obchodzone corocznie 31 marca. Jest to rocznica wycofania brytyjskich żołnierzy i Royal Navy z Malty w 1979 roku. Obejmując rządy w 1971 roku, Partia Pracy zapowiedziała, że będzie chciała renegocjować ze Zjednoczonym Królestwem umowę najmu terenu dla stacjonujących na Malcie brytyjskich sił zbrojnych. Po długotrwałych i często napiętych rozmowach, nowa umowa została podpisana. Zgodnie z nią, najem został przedłużony do końca marca 1979 roku, a jego opłata znacznie podniesiona. 31 marca 1979 roku ostatni brytyjscy żołnierze opuścili Maltę. Po raz pierwszy od tysiącleci Malta przestała być bazą dla obcych wojsk, i stała się niepodległa de facto – faktycznie, jak również de jure  – formalnie.
Pomnik na nabrzeżu w Birgu (Vittoriosa) upamiętnia to wydarzenie.